# Dorothy Garrod
Dorothy Annie Elizabeth Garrod (ur. 5 maja 1892, zm. 18 grudnia 1968) – brytyjska archeolog, pierwsza kobieta profesor na uniwersytetach w Oksfordzie i w Cambridge.

## Życiorys
Dorothy urodziła 5 maja 1892 roku w Londynie jako jedyna córka i drugie dziecko z czworga Laury Garrod i jej męża Archibalda, lekarza. Początkowo pobierała nauki u guwernantki Isabel Fry, a później na Uniwersytecie Cambridge. W czasie I wojny światowej pracowała w kierowanym przez ojca szpitalu na Malcie, gdzie zainteresowała się archeologią i antropologią. Po wojnie podjęła studia na Uniwersytecie Oxfordzkim, gdzie uzyskała dyplom na wydziale antropologii studiując pod kierunkiem Roberta Maretta.
Prowadziła wykopaliska w Gibraltarze, w jaskiniach góry Karmel w Izraelu i w Bułgarii.
6 maja 1939 roku jako pierwsza kobieta została mianowana profesorem Uniwersytetu w Cambridge.